# Tallin (1939)
Tallin (początkowo Pietropawłowsk) – radziecki krążownik ciężki niemieckiego typu Admiral Hipper z okresu II wojny światowej, ex Lützow. Nie został ukończony, służył podczas wojny jako pływająca bateria. 
Stępkę pod okręt położono 2 sierpnia 1937 roku w stoczni Deutsche Schiff- und Maschinenbau w Bremie, gdzie zwodowano go 1 lipca 1939 z nazwą „Lützow”. 15 kwietnia 1940 roku III Rzesza sprzedała kadłub okrętu ZSRR na podstawie radziecko-niemieckiej umowy handlowej z 11 lutego 1940 roku. W maju okręt dopłynął do Leningradu. Mimo zaawansowania budowy w zaledwie około 70% i braku systemu napędowego, we wrześniu 1941 roku okręt, pod nazwą „Pietropawłowsk” (Петропавловск), wziął udział w obronie Leningradu, a 17 września zatonął po odniesieniu ciężkich uszkodzeń na skutek niemieckiego ognia artyleryjskiego. Mimo uszkodzeń, okręt został wydobyty, naprawiony i w grudniu 1942 roku powrócił do służby, biorąc udział w walce aż do końca oblężenia Leningradu w 1944 roku. 1 września 1944 roku uległa zmianie nazwa krążownika, który od tej pory nosił miano „Tallin” (Таллин). Po zakończeniu wojny „Tallin” służył jako stacjonarny okręt szkoleniowy, od lat 50. zaś jako pływające koszary. W 1956 roku został ostatecznie wycofany ze służby, a w roku 1960 pocięty na złom.